# Liste der Monuments historiques in Naujan-et-Postiac
Die Liste der Monuments historiques in Naujan-et-Postiac führt die Monuments historiques in der französischen Gemeinde Naujan-et-Postiac auf.

## Liste der Bauwerke
| Bezeichnung      | Beschreibung              | Standort | Kennzeichnung | Schutzstatus | Datum | Bild           |
| ---------------- | ------------------------- | -------- | ------------- | ------------ | ----- | -------------- |
| Kirche St-Pierre | Erbaut im 12. Jahrhundert | (Lage)   | PA33000047    | Inscrit      | 2001  | weitere Bilder |

## Liste der Objekte
| Bezeichnung  | Beschreibung                   | Standort | Kennzeichnung | Schutzstatus | Datum | Bild |
| ------------ | ------------------------------ | -------- | ------------- | ------------ | ----- | ---- |
| Zwei Glocken | Bronze, 1552 und 1676 gegossen | (Lage)   | PM33000605    | Classé       | 1942  |      |